# Den gamla leksaken
Den gamla leksaken (ryska: Старая игрушка, Staraja igrusjka) är en sovjetisk animerad kortfilm från 1971 producerad av Soyuzmultfilm.

## Handling
En flickan får en ljus vacker clowndocka i födelsedagspresent. Efter att ha lekt med den en stund glömmer flickan bort sina gamla leksaker, så även sin tidigare favorit — en lumpen och lappad björnunge. Frustrerad går han till stadsparken, där en karneval nyligen ägt rum. Efter att ha samlat glitter, återvänder björnungen utklädd till clown till gården, men flickan, som sörjer sin förlust, känner inte igen honom som hennes favoritleksak och lämnar honom att bli blöt i regnet. Först när det mjukgjorda pappret faller sönder tar den glada flickan hem björnungen.

## Filmteam
- Manusförfattare — Vasilij Livanov
- Regissör — Vladimir Samsonov
- Scenograf — Rosalia Zelma
- Kompositör — Vladimir Krivtsov
- Operatör — Jelena Petrova
- Ljudtekniker — Vladimir Kutuzov
- Animatörer — Elvira Maslova, Jelena Malasjenkova, Gennadij Sokolskij, Vladimir Arbekov, Galina Barinova, Jelena Versjinina, Tatiana Pomerantseva

## DVD-utgåvor
I september 1979 utgavs filmen i Sverige på VHS av Filmrutan Distribution.
Filmen har utkommit upprepade gånger på DVD i samlingsutgåvan "Skazki dlja malysjej" ("Sojuzmultfilm").